# 托莫特拉 (北卡羅萊納州)
托莫特拉（英語：Tomotla）是位於美國北卡羅萊納州切羅基縣的非建制地區。

## 歷史
托莫特拉的郵局於1848年設立，其後於1948年停運。

## 地理
托莫特拉所處的海拔為高於海平面482米（即1580英呎），而該地所採用的時區為UTC-5，即北美东部时区（EST）。同時該地設有夏令時間，為UTC-5調快一小時，即UTC-4（EDT）。